# Vorhaltegerät
In der Baukalkulation wird zwischen Leistungsgeräten und Vorhaltegeräten unterschieden.
Leistungsgeräte können einer Teilleistung direkt zugeordnet werden. Typische Leistungsgeräte sind somit der Bagger beim Aushub einer Baugrube oder eines Grabens, ein Schwarzdeckenfertiger beim Herstellen einer Fahrbahndecke, ein Erdbohrer beim Herstellen von Pfählen.
Vorhaltegeräte können einer Teilleistung nicht direkt zugeordnet werden. Typische Vorhaltegeräte sind somit der Turmdrehkran, da er für eine Vielzahl von Teilleistungen benötigt wird, der Radlader, der für allgemeine Materialtransporte und verschiedene Teilleistungen eingesetzt wird und Geräte der Baustelleneinrichtung wie Container oder Stromaggregat.